# Валя-Сасулуй (Муреш)
Валя-Сасулуй (рум. Valea Sasului) — село у повіті Муреш в Румунії. Входить до складу комуни Козма.
Село розташоване на відстані 293 км на північний захід від Бухареста, 31 км на північ від Тиргу-Муреша, 67 км на схід від Клуж-Напоки.

## Населення
За даними перепису населення 2002 року у селі проживала 31 особа, усі — румуни. Усі жителі села рідною мовою назвали румунську.